# Bahnstrecke Neustrelitz–Warnemünde
| | |                                             |                                             |
| Streckennummer (DB): | 6325 (Neustrelitz Hbf–Warnemünde) 6447 (Lalendorf Ost–Lalendorf) 6924 (Dalwitzhof–Dalwitzhof Nordkopf) |                                             |                                             |
| Kursbuchstrecke (DB): | 163 (Rostock–Plaaz) 181 (Rostock–Warnemünde) 205 (Rostock–Neustrelitz) |                                             |                                             |
| Kursbuchstrecke: | 105 (gesamt) 105a (Rostock – Warnemünde) jeweils 1934 106 (gesamt) 106a (Rostock – Warnemünde) jeweils 1939 119k (Kargow – Waren (Müritz)) 118 (Plaaz – Rostock) 119a (Rostock – Warnemünde) keine (übrige Abschnitte) jeweils 1946 116 (Rostock – Plaaz) 116b (Rostock – Warnemünde) keine (übrige Abschnitte) jeweils 1960 900 (Neustrelitz – Rostock) 904 (Rostock – Plaaz) 901 (Rostock – Warnemünde) jeweils 1968–1991/92 180 (Neustrelitz – Rostock) 163 (Rostock – Plaaz) 181 (Rostock – Warnemünde) jeweils 1992/93 |                                             |                                             |
| Streckenlänge: | 127,0 km |                                             |                                             |
| Spurweite: | 1435 mm (Normalspur) |                                             |                                             |
| Streckenklasse: | D4 |                                             |                                             |
| Stromsystem: | 15 kV, 16,7 Hz ~ |                                             |                                             |
| Streckengeschwindigkeit: | 160 km/h (Neustrelitz–Kavelstorf) sonst 120 km/h |                                             |                                             |
| Zugbeeinflussung: | PZB |                                             |                                             |
| Zweigleisigkeit: | Neustrelitz–Kavelstorf Rostock Hbf–Warnemünde |                                             |                                             |
| | |                                             |                                             |
| \| \| \| von Berlin \| \| \| \| \| von Mirow \| \| \| \| \| Neustrelitz Süd (bis 2003 Personenbf) \| \| \| \| 0,000 \| Neustrelitz Hbf \| Neustrelitz Hbf \| \| \| \| nach Strasburg (Uckerm) \| \| \| \| \| \| \| \| \| \| nach Stralsund \| \| \| \| 7,400 \| Adamsdorf \| Adamsdorf \| \| \| \| \| \| \| \| \| Havel (im Bahnhof) \| \| \| \| 14,630 \| Kratzeburg \| Kratzeburg \| \| \| 21,800 \| Klockow (b Waren/Müritz) (bis 2011) \| Klockow (b Waren/Müritz) (bis 2011) \| \| \| \| von Möllenhagen \| \| \| \| 29,480 \| Kargow (bis 2011 Personenbf) \| Kargow (bis 2011 Personenbf) \| \| \| \| \| \| \| \| 34,100 \| Waren (Müritz) Papenbergstr. \| Waren (Müritz) Papenbergstr. \| \| \| \| \| \| \| \| 35,564 \| Waren (Müritz) \| Waren (Müritz) \| \| \| \| nach Malchin \| \| \| \| \| nach Parchim \| \| \| \| 39,900 \| Vielist \| Vielist \| \| \| 44,152 \| Grabowhöfe (bis 1999 Personenbf) \| Grabowhöfe (bis 1999 Personenbf) \| \| \| 49,300 \| Sophienhof (bis ca. 1975 Bf, bis 1996 Hp) \| Sophienhof (bis ca. 1975 Bf, bis 1996 Hp) \| \| \| \| Anschluss zur Zuckerrübenfabrik in Dahmen \| \| \| \| 55,000 \| Vollrathsruhe (bis 1999 Personenbf) \| Vollrathsruhe (bis 1999 Personenbf) \| \| \| 61,446 \| Langhagen \| Langhagen \| \| \| 65,900 \| Dersentin \| Dersentin \| \| \| 69,022(0,019) \| Lalendorf Ost (Abzw) \| Lalendorf Ost (Abzw) \| \| \| \| Anfang Strecke 6447 \| \| \| \| \| von Neubrandenburg \| \| \| \| (2,346) \| Lalendorf \| Lalendorf \| \| \| \| nach Güstrow \| \| \| \| 76,100 \| Reinshagen \| Reinshagen \| \| \| \| \| \| \| \| \| von Priemerburg \| \| \| \| 80,990 \| Plaaz (Abzw) \| Plaaz (Abzw) \| \| \| 81,500 \| Plaaz \| Plaaz \| \| \| \| \| \| \| \| 83,900 \| Knegendorf \| Knegendorf \| \| \| \| Anschluss Tanklager Diekhof \| \| \| \| 85,535 \| Subzin-Liessow Awanst (bis 2004 Personenbf) \| Subzin-Liessow Awanst (bis 2004 Personenbf) \| \| \| 87,450 \| Subzin-Liessow \| Subzin-Liessow \| \| \| \| \| \| \| \| 90,470 \| Laage (Meckl) \| Laage (Meckl) \| \| \| \| \| \| \| \| \| Recknitz \| \| \| \| 93,000 \| Kronskamp \| Kronskamp \| \| \| \| Anschluss Fliegerhorst Laage \| \| \| \| \| \| \| \| \| 97,10097,700 \| Fehlstelle (Änderung der Kilometrierung) \| Fehlstelle (Änderung der Kilometrierung) \| \| \| 98,668 \| Scharstorf ehem. Bf \| Scharstorf ehem. Bf \| \| \| 101,200 \| Prisannewitz \| Prisannewitz \| \| \| \| A 19 \| \| \| \| 104,493 \| Kavelstorf \| Kavelstorf \| \| \| \| nach Rostock Seehafen \| \| \| \| \| Warnow \| \| \| \| \| von Sanitz \| \| \| \| \| von Bützow \| \| \| \| 111,100(-0,069) \| Dalwitzhof \| Dalwitzhof \| \| \| \| Anfang Strecke 6924 \| \| \| \| \| \| \| \| \| (0,839) \| Dalwitzhof Nordkopf (Bft) \| Dalwitzhof Nordkopf (Bft) \| \| \| \| nach Rostock Gbf \| \| \| \| \| nach Rostock Warnowbrücke West \| \| \| \| \| von Bützow \| \| \| \| \| von Stralsund \| \| \| \| 112,544 \| Rostock Hbf \| Rostock Hbf \| \| \| \| Hafenbahn zum Rostocker Stadthafen \| \| \| \| \| nach Wismar \| \| \| \| 114,970 \| Rostock Parkstraße \| Rostock Parkstraße \| \| \| 116,080 \| Rostock Holbeinplatz \| Rostock Holbeinplatz \| \| \| \| Hafenbahn vom Rostocker Stadthafen \| \| \| \| \| Anschluss ehem. Neptun Werft \| \| \| \| 117,300 \| Rostock-Bramow \| Rostock-Bramow \| \| \| \| Anschluss Fracht- und Fischereihafen \| \| \| \| 118,510 \| Rostock-Marienehe \| Rostock-Marienehe \| \| \| \| \| \| \| \| 119,958 \| Rostock-Evershagen \| Rostock-Evershagen \| \| \| \| \| \| \| \| 121,300 \| Schmarl \| Schmarl \| \| \| \| Lütten Klein Süd \| \| \| \| 121,688 \| Rostock-Lütten Klein (Üst + Hp) \| Rostock-Lütten Klein (Üst + Hp) \| \| \| 123,267 \| Rostock-Lichtenhagen \| Rostock-Lichtenhagen \| \| \| \| Anschluss Neptun Werft \| \| \| \| \| \| \| \| \| 125,500 \| Warnemünde Werft \| Warnemünde Werft \| \| \| 126,476 \| Warnemünde \| Warnemünde \| \| \| 128,500 \| Warnemünde Hafen \| Warnemünde Hafen \| \| \| \| nach Gedser \| \| \| \| \| \| \| \| Quellen: [1][2] \| \| \| \| | |                                             |                                             |
| Strecke | | von Berlin                                  | von Berlin                                  |
| Abzweig quer und ehemals von rechts · Abzweig geradeaus und von rechts | | von Mirow                                   | von Mirow                                   |
| Betriebs-/Güterbahnhof Strecke bis hier außer Betrieb · Strecke | | Neustrelitz Süd (bis 2003 Personenbf)       | Neustrelitz Süd (bis 2003 Personenbf)       |
| Strecke · Bahnhof | 0,000 | Neustrelitz Hbf                             | Neustrelitz Hbf                             |
| Abzweig nach links und ehemals nach rechts · Abzweig geradeaus und von rechts | | nach Strasburg (Uckerm)                     | nach Strasburg (Uckerm)                     |
| Verschwenkung von links · Verschwenkung von rechts (Strecke außer Betrieb) | |                                             |                                             |
| Abzweig geradeaus und nach rechts · Strecke (außer Betrieb) | | nach Stralsund                              | nach Stralsund                              |
| ehemaliger Dienststation / Betriebs- oder Güterbahnhof · Strecke (außer Betrieb) | 7,400 | Adamsdorf                                   | Adamsdorf                                   |
| Verschwenkung nach links · Verschwenkung nach rechts (Strecke außer Betrieb) | |                                             |                                             |
| Brücke über Wasserlauf | | Havel (im Bahnhof)                          | Havel (im Bahnhof)                          |
| Bahnhof | 14,630 | Kratzeburg                                  | Kratzeburg                                  |
| ehemaliger Bahnhof | 21,800 | Klockow (b Waren/Müritz) (bis 2011)         | Klockow (b Waren/Müritz) (bis 2011)         |
| Abzweig geradeaus und von rechts | | von Möllenhagen                             | von Möllenhagen                             |
| Dienststation / Betriebs- oder Güterbahnhof | 29,480 | Kargow (bis 2011 Personenbf)                | Kargow (bis 2011 Personenbf)                |
| Verschwenkung von links · Verschwenkung von rechts (Strecke außer Betrieb) | |                                             |                                             |
| Strecke · Haltepunkt / Haltestelle (Strecke außer Betrieb) | 34,100 | Waren (Müritz) Papenbergstr.                | Waren (Müritz) Papenbergstr.                |
| Verschwenkung nach links · Verschwenkung nach rechts (Strecke außer Betrieb) | |                                             |                                             |
| Bahnhof | 35,564 | Waren (Müritz)                              | Waren (Müritz)                              |
| Abzweig geradeaus und ehemals nach rechts | | nach Malchin                                | nach Malchin                                |
| Abzweig geradeaus und nach links | | nach Parchim                                | nach Parchim                                |
| ehemaliger Dienststation / Betriebs- oder Güterbahnhof | 39,900 | Vielist                                     | Vielist                                     |
| Überleitstelle / Spurwechsel | 44,152 | Grabowhöfe (bis 1999 Personenbf)            | Grabowhöfe (bis 1999 Personenbf)            |
| ehemaliger Haltepunkt / Haltestelle | 49,300 | Sophienhof (bis ca. 1975 Bf, bis 1996 Hp)   | Sophienhof (bis ca. 1975 Bf, bis 1996 Hp)   |
| Abzweig geradeaus und ehemals von rechts | | Anschluss zur Zuckerrübenfabrik in Dahmen   | Anschluss zur Zuckerrübenfabrik in Dahmen   |
| Dienststation / Betriebs- oder Güterbahnhof | 55,000 | Vollrathsruhe (bis 1999 Personenbf)         | Vollrathsruhe (bis 1999 Personenbf)         |
| Bahnhof | 61,446 | Langhagen                                   | Langhagen                                   |
| ehemaliger Dienststation / Betriebs- oder Güterbahnhof | 65,900 | Dersentin                                   | Dersentin                                   |
| Blockstelle | 69,022(0,019) | Lalendorf Ost (Abzw)                        | Lalendorf Ost (Abzw)                        |
| Abzweig geradeaus und nach links · Strecke von rechts | | Anfang Strecke 6447                         | Anfang Strecke 6447                         |
| Kreuzung geradeaus oben · Abzweig geradeaus und von rechts | | von Neubrandenburg                          | von Neubrandenburg                          |
| Strecke · Bahnhof | (2,346) | Lalendorf                                   | Lalendorf                                   |
| Strecke · Abzweig ehemals geradeaus und nach links | | nach Güstrow                                | nach Güstrow                                |
| ehemaliger Dienststation / Betriebs- oder Güterbahnhof · Haltepunkt / Haltestelle (Strecke außer Betrieb) | 76,100 | Reinshagen                                  | Reinshagen                                  |
| Abzweig geradeaus und ehemals von links · Strecke nach rechts (außer Betrieb) | |                                             |                                             |
| Abzweig geradeaus und von links | | von Priemerburg                             | von Priemerburg                             |
| Blockstelle | 80,990 | Plaaz (Abzw)                                | Plaaz (Abzw)                                |
| Haltepunkt / Haltestelle | 81,500 | Plaaz                                       | Plaaz                                       |
| Verschwenkung von links · Verschwenkung von rechts (Strecke außer Betrieb) | |                                             |                                             |
| Strecke · Haltepunkt / Haltestelle (Strecke außer Betrieb) | 83,900 | Knegendorf                                  | Knegendorf                                  |
| Abzweig geradeaus und von rechts · Strecke (außer Betrieb) | | Anschluss Tanklager Diekhof                 | Anschluss Tanklager Diekhof                 |
| Blockstelle · Strecke (außer Betrieb) | 85,535 | Subzin-Liessow Awanst (bis 2004 Personenbf) | Subzin-Liessow Awanst (bis 2004 Personenbf) |
| Haltepunkt / Haltestelle · Bahnhof (Strecke außer Betrieb) | 87,450 | Subzin-Liessow                              | Subzin-Liessow                              |
| Verschwenkung nach links · Verschwenkung nach rechts (Strecke außer Betrieb) | |                                             |                                             |
| Bahnhof | 90,470 | Laage (Meckl)                               | Laage (Meckl)                               |
| Verschwenkung von links · Verschwenkung von rechts | |                                             |                                             |
| Brücke über Wasserlauf · Brücke über Wasserlauf | | Recknitz                                    | Recknitz                                    |
| Haltepunkt / Haltestelle · Strecke | 93,000 | Kronskamp                                   | Kronskamp                                   |
| Strecke · Abzweig ehemals geradeaus und nach links | | Anschluss Fliegerhorst Laage                | Anschluss Fliegerhorst Laage                |
| Verschwenkung nach links · Verschwenkung nach rechts (Strecke außer Betrieb) | |                                             |                                             |
| Kilometer-Wechsel | 97,10097,700 | Fehlstelle (Änderung der Kilometrierung)    | Fehlstelle (Änderung der Kilometrierung)    |
| Haltepunkt / Haltestelle | 98,668 | Scharstorf ehem. Bf                         | Scharstorf ehem. Bf                         |
| ehemaliger Haltepunkt / Haltestelle | 101,200 | Prisannewitz                                | Prisannewitz                                |
| Strecke mit Straßenbrücke | | A 19                                        | A 19                                        |
| Bahnhof | 104,493 | Kavelstorf                                  | Kavelstorf                                  |
| Abzweig geradeaus und nach rechts | | nach Rostock Seehafen                       | nach Rostock Seehafen                       |
| Brücke über Wasserlauf | | Warnow                                      | Warnow                                      |
| Abzweig geradeaus und von rechts | | von Sanitz                                  | von Sanitz                                  |
| Strecke · Strecke von links | | von Bützow                                  | von Bützow                                  |
| Dienststation / Betriebs- oder Güterbahnhof · Dienststation / Betriebs- oder Güterbahnhof | 111,100(-0,069) | Dalwitzhof                                  | Dalwitzhof                                  |
| Strecke von links · Abzweig geradeaus und nach rechts · Strecke | | Anfang Strecke 6924                         | Anfang Strecke 6924                         |
| Abzweig geradeaus und von links · Kreuzung geradeaus oben · Abzweig geradeaus und nach rechts | |                                             |                                             |
| Dienststation / Betriebs- oder Güterbahnhof · Strecke · Strecke | (0,839) | Dalwitzhof Nordkopf (Bft)                   | Dalwitzhof Nordkopf (Bft)                   |
| Abzweig geradeaus und ehemals nach rechts · Strecke · Strecke | | nach Rostock Gbf                            | nach Rostock Gbf                            |
| Strecke nach rechts · Strecke · Strecke | | nach Rostock Warnowbrücke West              | nach Rostock Warnowbrücke West              |
| Abzweig geradeaus und von links · Strecke nach rechts | | von Bützow                                  | von Bützow                                  |
| Abzweig geradeaus und von rechts | | von Stralsund                               | von Stralsund                               |
| Bahnhof | 112,544 | Rostock Hbf                                 | Rostock Hbf                                 |
| Abzweig geradeaus und ehemals nach rechts | | Hafenbahn zum Rostocker Stadthafen          | Hafenbahn zum Rostocker Stadthafen          |
| Abzweig geradeaus und nach links | | nach Wismar                                 | nach Wismar                                 |
| Haltepunkt / Haltestelle | 114,970 | Rostock Parkstraße                          | Rostock Parkstraße                          |
| Haltepunkt / Haltestelle | 116,080 | Rostock Holbeinplatz                        | Rostock Holbeinplatz                        |
| Abzweig geradeaus und ehemals von rechts | | Hafenbahn vom Rostocker Stadthafen          | Hafenbahn vom Rostocker Stadthafen          |
| Abzweig geradeaus und ehemals von rechts | | Anschluss ehem. Neptun Werft                | Anschluss ehem. Neptun Werft                |
| Bahnhof | 117,300 | Rostock-Bramow                              | Rostock-Bramow                              |
| Abzweig geradeaus und nach rechts | | Anschluss Fracht- und Fischereihafen        | Anschluss Fracht- und Fischereihafen        |
| Haltepunkt / Haltestelle | 118,510 | Rostock-Marienehe                           | Rostock-Marienehe                           |
| Strecke von links (außer Betrieb) · Abzweig geradeaus und ehemals nach rechts | |                                             |                                             |
| Strecke (außer Betrieb) · Haltepunkt / Haltestelle | 119,958 | Rostock-Evershagen                          | Rostock-Evershagen                          |
| Strecke (außer Betrieb) · Abzweig ehemals geradeaus und nach links · Strecke von rechts | |                                             |                                             |
| Bahnhof (Strecke außer Betrieb) · Bahnhof (Strecke außer Betrieb) · Strecke | 121,300 | Schmarl                                     | Schmarl                                     |
| Strecke nach links (außer Betrieb) · Abzweig geradeaus und von rechts (Strecke außer Betrieb) · ehemaliger Haltepunkt / Haltestelle | | Lütten Klein Süd                            | Lütten Klein Süd                            |
| Strecke (außer Betrieb) · Haltepunkt / Haltestelle | 121,688 | Rostock-Lütten Klein (Üst + Hp)             | Rostock-Lütten Klein (Üst + Hp)             |
| Haltepunkt / Haltestelle | 123,267 | Rostock-Lichtenhagen                        | Rostock-Lichtenhagen                        |
| Abzweig geradeaus und nach rechts · Strecke | | Anschluss Neptun Werft                      | Anschluss Neptun Werft                      |
| Abzweig geradeaus und von links · Strecke nach rechts | |                                             |                                             |
| Bahnhof | 125,500 | Warnemünde Werft                            | Warnemünde Werft                            |
| Kopfbahnhof Strecke ab hier außer Betrieb | 126,476 | Warnemünde                                  | Warnemünde                                  |
| Dienststation / Betriebs- oder Güterbahnhof (Strecke außer Betrieb) | 128,500 | Warnemünde Hafen                            | Warnemünde Hafen                            |
| Eisenbahnfähre (Strecke außer Betrieb) | | nach Gedser                                 | nach Gedser                                 |
| | |                                             |                                             |
| Quellen: | |                                             |                                             |

Die Bahnstrecke Neustrelitz–Warnemünde ist eine Eisenbahnstrecke in Mecklenburg-Vorpommern. Die elektrifizierte und überwiegend zweigleisige Hauptbahn führt über knapp 130 Kilometer von Neustrelitz nach Rostock-Warnemünde. Der Name Lloydbahn geht zurück auf den Deutsch-Nordischen Lloyd, der die auch als Neustrelitz-Warnemünder Eisenbahn bekannte Strecke errichtete und in den Anfangsjahren betrieb.

## Geschichte

### Vorgeschichte und Bau
Schon bei der Planung der 1877/1878 eröffneten preußischen Berliner Nordbahn von Berlin über Neustrelitz nach Stralsund gab es Ideen zum Bau einer Zweigstrecke nach Rostock, vor allem um den Verkehr von Berlin nach Skandinavien zu beschleunigen. Die Finanzierung des Vorhabens gestaltete sich jedoch schwierig, sodass erst nach rund zehn Jahren Bau und Betrieb feststanden. 1882 hatte der mecklenburgische Landtag in Schwerin das Projekt für prinzipiell unterstützenswert gehalten, jedoch fanden sich zunächst keine entsprechenden Kapitalgeber.
Am 10. Juni 1883 gründete die belgische Gesellschaft Société belge de chemins de fer eine Tochtergesellschaft unter der Firma Eisenbahn- und Dampfschiffs-Actien-Gesellschaft Deutsch-Nordischer Lloyd mit Sitz in Rostock. Die Konzessionen wurden am 23. Juni 1883 für Mecklenburg-Schwerin und am 2. August 1883 für Mecklenburg-Strelitz erteilt. Ziel war es, die kürzeste Verbindung Berlin–Kopenhagen mittels einer Eisenbahn von der Residenzstadt Neustrelitz des Großherzogtums Mecklenburg-Strelitz nach Rostock bzw. zum Seehafen Warnemünde herzustellen. Die Gesellschaft sollte dort den Hafen ausbauen und eine regelmäßige Schiffsverbindung zu einem skandinavischen Hafen einrichten. Die beiden mecklenburgischen Großherzogtümer unterstützten das Vorhaben finanziell. Die Baukosten wurden auf 31 Millionen Mark geschätzt. Diese Summe konnte nicht aufgebracht werden. Der Projektumfang wurde in der Folge deutlich reduziert, unter anderem wurde der Bahnkörper nur eingleisig ausgeführt, wobei Brücken und Durchlässe aber für einen späteren zweigleisigen Ausbau vorbereitet wurden. Nach Überarbeitung des Projekts konnten die Kosten auf etwa 15 Millionen Mark reduziert werden.
Die Bauarbeiten begannen im Februar 1884, zunächst von Neustrelitz und Waren aus. Zu Bauverzögerungen kam es aufgrund schwieriger Bodenverhältnisse bei Kratzeburg. Ein weiteres Problem war die Trassenführung im Bereich Waren, wo die Platzverhältnisse sehr beengt waren, da sich die Altstadt zwischen zwei Seen erstreckte und kaum tragfähiger Boden vorhanden war. Das größte Ingenieurbauwerk der Strecke war die Brücke über die Warnow bei Niex südöstlich von Rostock. In Rostock musste ein eigener Bahnhof der Lloyd-Bahn (der heutige Hauptbahnhof) errichtet werden, da die Nutzung des bestehenden Friedrich-Franz-Bahnhofs weder rechtlich noch von der Trassenführung her möglich war.

### Die ersten Jahre
Nach zweijähriger Bauzeit wurde am 1. Juni 1886 die 113 km lange Strecke bis Rostock für den Güterverkehr eröffnet. Am 10. Juni wurde auch der Personenverkehr aufgenommen. Der neu gebaute Lloyd-Bahnhof in Rostock nahm nach und nach den gesamten Rostocker Bahnverkehr auf und wurde 1896 zum Hauptbahnhof (zunächst Central-Bahnhof genannt) der Stadt.
Schon am 1. Juli 1886 folgte die Reststrecke bis Warnemünde mit einer Länge von 13 Kilometern. Am selben Tag wurde die Dampfschiffslinie von Warnemünde nach Gjedser (heute: Gedser) auf der dänischen Insel Falster in Betrieb genommen. Dort wurde extra die Bahnstrecke Nykøbing–Gedser errichtet. Damit verkürzte sich die Reisezeit zwischen Berlin und Kopenhagen von etwa 17 auf 12 Stunden. 1889 nahm die Lloydbahn eine Hafenbahn vom Lloydbahnhof zum Rostocker Stadthafen in Betrieb. Weitere Anschlussbahnen entstanden zum Hafen in Waren (Müritz) und von Vollrathsruhe zur Zuckerfabrik in Dahmen.
Der Betrieb gestaltete sich von Anfang an sehr wirtschaftlich. So wurden 1887 rund 54 % der Einnahmen für Betriebsausgaben verwandt. Im Rahmen der allgemeinen Verstaatlichungspläne der mecklenburgischen Regierung wurde ab 1894 auch mit der Lloydbahn verhandelt. Auf Grund der guten wirtschaftlichen Ergebnisse gestalteten sich die Verhandlungen schwierig. Die ganze Bahn ging am 1. April 1894 in das Eigentum des Großherzogtums Mecklenburg-Schwerin über und wurde in die Großherzoglich Mecklenburgische Friedrich-Franz-Eisenbahn (MFFE) eingegliedert. Dabei wurden auch 15 Lokomotiven übernommen. Zuvor war bereits am 1. Januar 1893 die Betriebs- und Rechnungsführung der Lloydbahn auf die MFFE übergegangen.
Siehe auch: Lokomotiven der Lloydbahn

### Staatsbahn

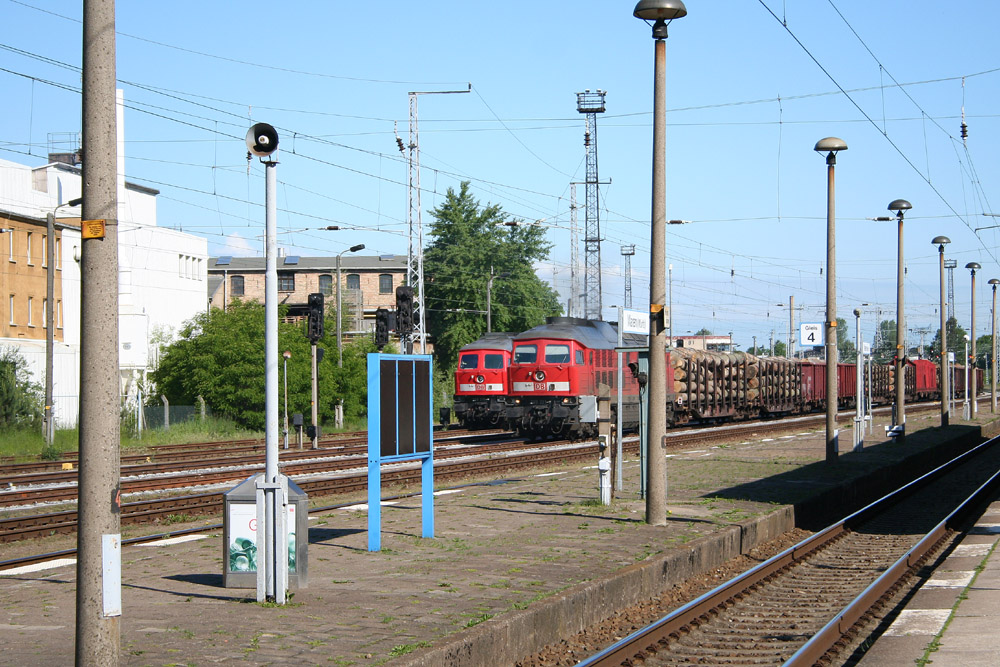
Der Bahnhof von Waren (Müritz)

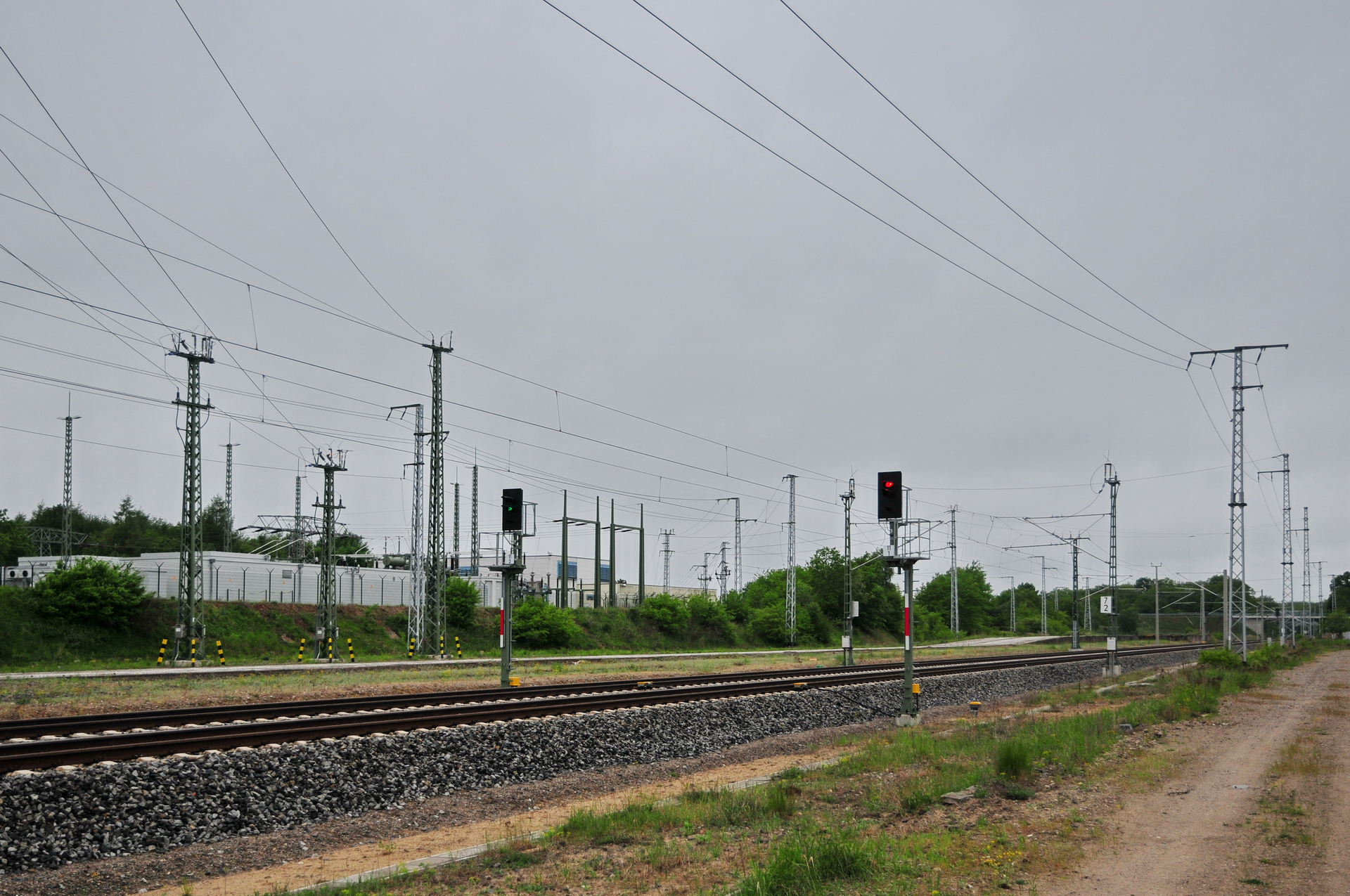
Umformerwerk für den Fahrstrom in Adamsdorf

Nach der Übernahme der Bahn durch die MFFE kam es zu einer Reihe von betrieblichen Veränderungen. In Waren (Müritz) wurde die MFFE-Strecke aus Malchin in den Bahnhof der Lloydbahn eingeführt und der frühere MFFE-Bahnhof aufgegeben. In Lalendorf wurde der Personenverkehr im MFFE-Bahnhof und der Güterverkehr im Lloydbahnhof zusammengefasst. Neue Verbindungskurven entstanden aus Richtung Waren in den früheren MFFE-Bahnhof und aus Richtung Teterow in den Lloydbahnhof. Der Rostocker Lloydbahnhof entwickelte sich zum Hauptbahnhof der Stadt und übernahm schrittweise bis 1905 den gesamten Personenverkehr vom Friedrich-Franz-Bahnhof, der zum Güterbahnhof wurde.
Die Fernzüge von Berlin nach Warnemünde wurden nördlich von Lalendorf nicht mehr über die Strecke der Lloydbahn, sondern über Güstrow geführt. Der dortige Bahnhof entwickelte sich zu einem der wichtigsten Knoten im mecklenburgischen Eisenbahnnetz. Der Abschnitt der Lloydbahn von Lalendorf über Plaaz nach Rostock wurde als Nebenbahn weiterbetrieben.
Die Bedeutung der Bahn stieg stark an, als am 1. Oktober 1903 der Trajektverkehr nach Gedser eröffnet wurde. Fortan gab es internationale Schnellzüge von Berlin nach Kopenhagen, die die Bahn zur wichtigsten Verbindung zwischen der Reichshauptstadt und Skandinavien machten. Zu diesem Zeitpunkt eröffnete die MFFE die 1,2 Kilometer lange Strecke vom bisherigen Bahnhof Warnemünde, der nun zum Güterbahnhof wurde, zum neu erbauten Personenbahnhof Warnemünde direkt am eigenen Fährhafen.
Nach dem Ersten Weltkrieg wuchs der Verkehr allmählich an. An der eingleisigen Strecke südlich von Rostock wurden eine Reihe kleinerer Ausbauarbeiten durchgeführt. Nach der Übernahme der MFFE durch die Deutsche Reichsbahn wurden die Sicherungsanlagen modernisiert. 1924/1925 ersetzte ein Neubau die alte Warnowbrücke bei Niex. In den 1930er Jahren wurde der Abschnitt von Lalendorf über Laage nach Rostock für eine Streckengeschwindigkeit von 80 km/h ausgebaut.
Der Abschnitt zwischen Rostock Hauptbahnhof und Warnemünde bekam eine wachsende Bedeutung im Vorortverkehr. Der schienengleiche Übergang an der Satower Chaussee (heute: Fahnenstraße) wurde Anfang der 1920er Jahre durch eine Überführung der Bahnstrecke an der Parkstraße ersetzt. An der Kreuzung mit der Lübecker Straße am Holbeinplatz entstand 1936 ebenfalls eine Überführung. Die Anlagen des Bahnhofs Bramow wurden für den Güterverkehr erweitert, die Strecke wurde für einen dreigleisigen Ausbau zwischen Hauptbahnhof und Bramow vorbereitet.

### Reparation und Wiederaufbau
Die größte Zäsur ihrer Geschichte erlitt die Strecke durch die Demontage nach dem Zweiten Weltkrieg mit dem Abbau des Abschnitts von Neustrelitz über Waren und Lalendorf nach Plaaz. Die Züge mussten so den Umweg über Neubrandenburg, Malchin und Teterow nehmen. Es blieb nur der Abschnitt von Plaaz über Rostock nach Warnemünde in Betrieb, wobei das zweite Gleis zwischen dem Rostocker Hauptbahnhof und Warnemünde abgebaut worden war.
Da auch die Strecke von Rostock nach Schwaan abgebaut wurde, musste in den ersten Nachkriegsjahren der gesamte Verkehr von Rostock nach Süden den Weg über die eingleisige Nebenbahn von Rostock nach Plaaz und weiter von dort nach Güstrow nehmen. Erst ab 1948 war wieder die Fahrt von Rostock über Schwaan nach Güstrow möglich. Dennoch blieb auch der Abschnitt über Plaaz aufgrund der begrenzten Streckenkapazitäten über Schwaan von entscheidender Bedeutung.

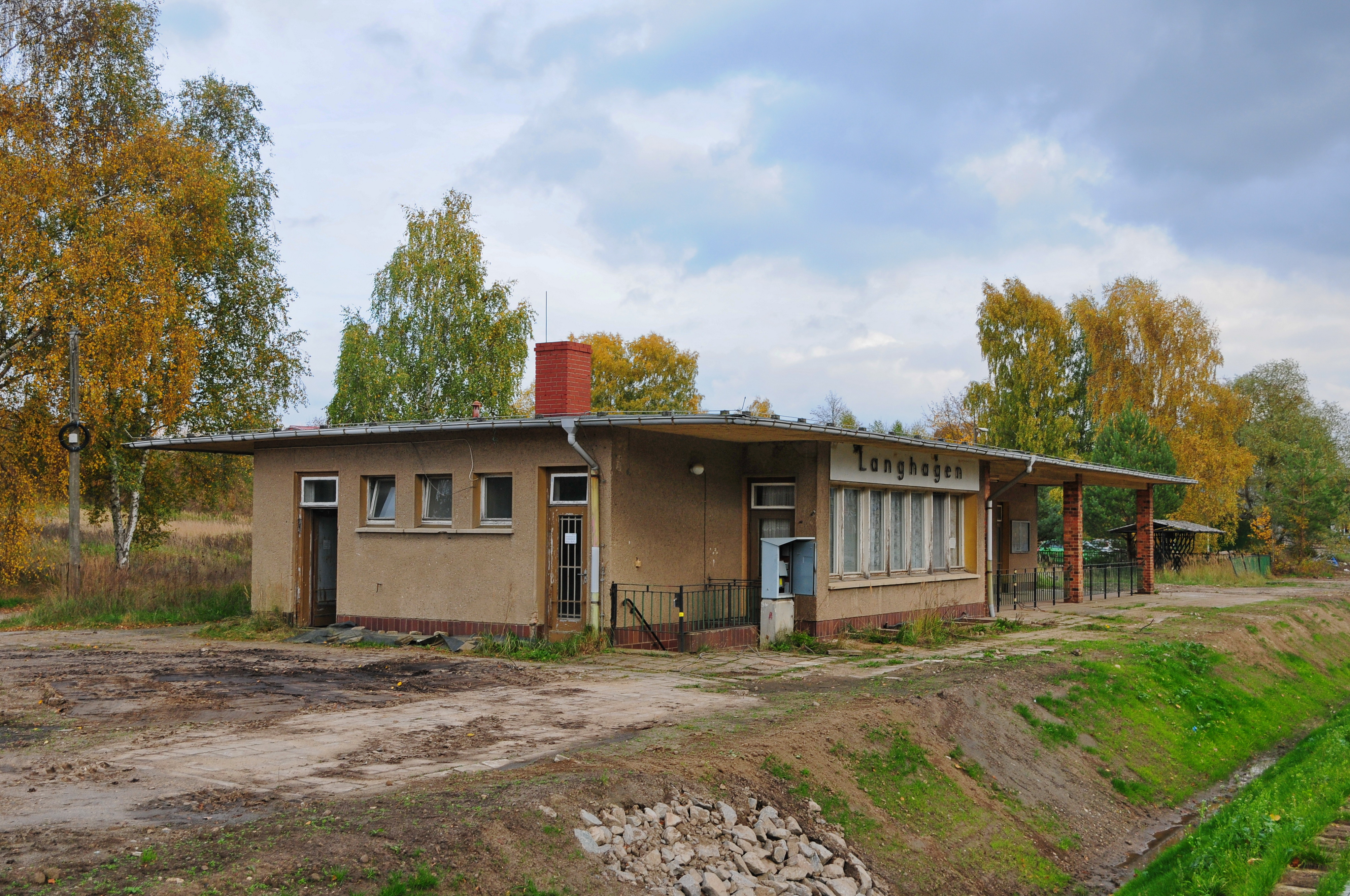
Empfangsgebäude von Langhagen; viele Gebäude an der Lloydbahn wurden beim Streckenausbau um 1960 in diesem Typ gebaut.

Nicht zuletzt wegen des erheblichen Güterverkehrs zum neu gebauten Rostocker Überseehafen erwies sich ein Wiederaufbau der Strecke als unumgänglich. Am 27. November 1959 fand bei Kratzeburg der symbolische erste Spatenstich zum Wiederaufbau der Strecke statt; zwischen Langhagen und Lalendorf hatte der Wiederaufbau jedoch bereits am 15. März begonnen, elf Tage später fuhr der erste Kieszug von Langhagen nach Rostock.
1961 wurde die Strecke zwischen Neustrelitz und Lalendorf wieder eröffnet. Auf vielen Abschnitten wurde die Strecke dabei neu trassiert. Am 31. März 1961 ging zunächst die Strecke Lalendorf – Waren (Müritz) – Neustrelitz wieder in Betrieb, zunächst als Nebenbahn. Am 30. Mai 1964 wurde sie als Hauptbahn mit einer Streckengeschwindigkeit von 120 km/h in Betrieb genommen und die Neubaustrecken zwischen Lalendorf Ost und Plaaz (auf neuer Trasse unter Umgehung des Bahnhofs Lalendorf), sowie Kavelstorf und dem Rostocker Überseehafen eröffnet. Perspektivisch war schon damals eine Strecken-Höchstgeschwindigkeit von 160 km/h vorgesehen.
Architektonisches Zeugnis des Wiederaufbaus wurden die charakteristischen eingeschossigen Bahnhofsbauten in Scharstorf, Subzin-Liessow, Langhagen, Grabowhöfe, Klockow, Kratzeburg und Adamsdorf.
Am 20. September 1967 wurde der neu trassierte Abschnitt Laage – Scharstorf eingeweiht. Am 7. Oktober 1969 ging auf dem Abschnitt Rostock – Waren (später weiter bis Neustrelitz, je excl.) die Fernsteuerzentrale Rostock in Betrieb. Sie steuerte die örtlichen Stellwerke der Bauform GS II DR fern und war zusammen mit den Staatsbahnen der Sowjetunion (SŽD) und der Tschechoslowakei (ČSD) entwickelt worden. Die Fernsteuerung von über 100 km war durchaus auch im internationalen Vergleich beachtenswert und sollte sich in sieben Jahren amortisieren. Die Anlage hatte eine Zugnummernmeldeanlage; die Strecke sollte dadurch eine 15 % höhere Kapazität haben als eine dezentrale Lösung mit mündlichen Meldungen. Nach dem zweigleisigen Ausbau der Strecke ging die Anlage Anfang 1985 außer Betrieb.
Im Jahr 1974 ging die Strecke von Rostock Hbf nach Warnemünde durchgehend zweigleisig für den S-Bahn-Verkehr in Betrieb. Ebenfalls Mitte der 1970er Jahre wurde die Trasse in der Stadt Waren verlegt, wobei ein Teil der Altstadt abgerissen wurde.
Die Strecke wurde 1984/1985 von Neustrelitz ausgehend in mehreren Teilabschnitten elektrifiziert. Zuvor war sie zwischen Neustrelitz und Kavelstorf durchgehend zweigleisig ausgebaut worden. Weil damals seinerzeit aus energiepolitischen Gründen (Diesel war nach zwei Ölpreiskrisen teuer geworden und die Sowjetunion hatte 1982 ihre Öllieferungen in die DDR gedrosselt) möglichst nicht mit Diesellokomotiven auf elektrifizierten Streckenabschnitten gefahren werden sollte, wurden die Züge während der Elektrifizierungsarbeiten vorübergehend auch auf ansonsten unbedeutenden Bahnhöfen wie Adamsdorf, Kargow oder Langhagen umgespannt. Am 19. Mai 1985 wurde zunächst auf der Strecke über Güstrow und am 15. Dezember 1985 auch auf dem eigentlichen Lloydbahn-Abschnitt über Laage der elektrische Betrieb aufgenommen.

### Entwicklung nach 1990
Mitte der 1990er Jahre wurde das Zugangebot getaktet. Der Trajektverkehr Warnemünde–Gedser und damit der durchgehende Verkehr nach Kopenhagen endete am 23. September 1995. Der eigenwirtschaftliche Fernverkehr der Deutsche Bahn AG wurde 2001 eingestellt und durch vom Land Mecklenburg-Vorpommern bestellte Regional-Express-Züge ersetzt. Damit war der Fernverkehr auf dieser Strecke komplett eingestellt, bis 2002 der private Interconnex (Warnemünde – Rostock Hbf – Berlin – Leipzig) eingeführt wurde.
Der Halt in Sophienhof wurde 1996 geschlossen. 1999 wurde die Regionalbahnverbindung zwischen Güstrow und Waren eingestellt, die Bahnhöfe in Vollrathsruhe und Grabowhöfe werden seitdem nicht mehr im Personenverkehr bedient, Langhagen in den Jahren nach 1999 ebenfalls nicht. Zum 19. September 2011 wurden die Halte in Kargow und Klockow geschlossen, sodass zwischen Waren und Neustrelitz nur noch der Halt in Kratzeburg bedient wird, der auch zur Erschließung des Müritz-Nationalparks dient.
Seit Mai 2020 fahren auf der Strecke wieder Fernverkehrszüge der DB. Die IC von Dresden über Berlin nach Warnemünde verkehren im Zweistundentakt mit Halt in Neustrelitz, Waren (Müritz), Rostock und Warnemünde.

### Ausbau der Strecke nach 2010

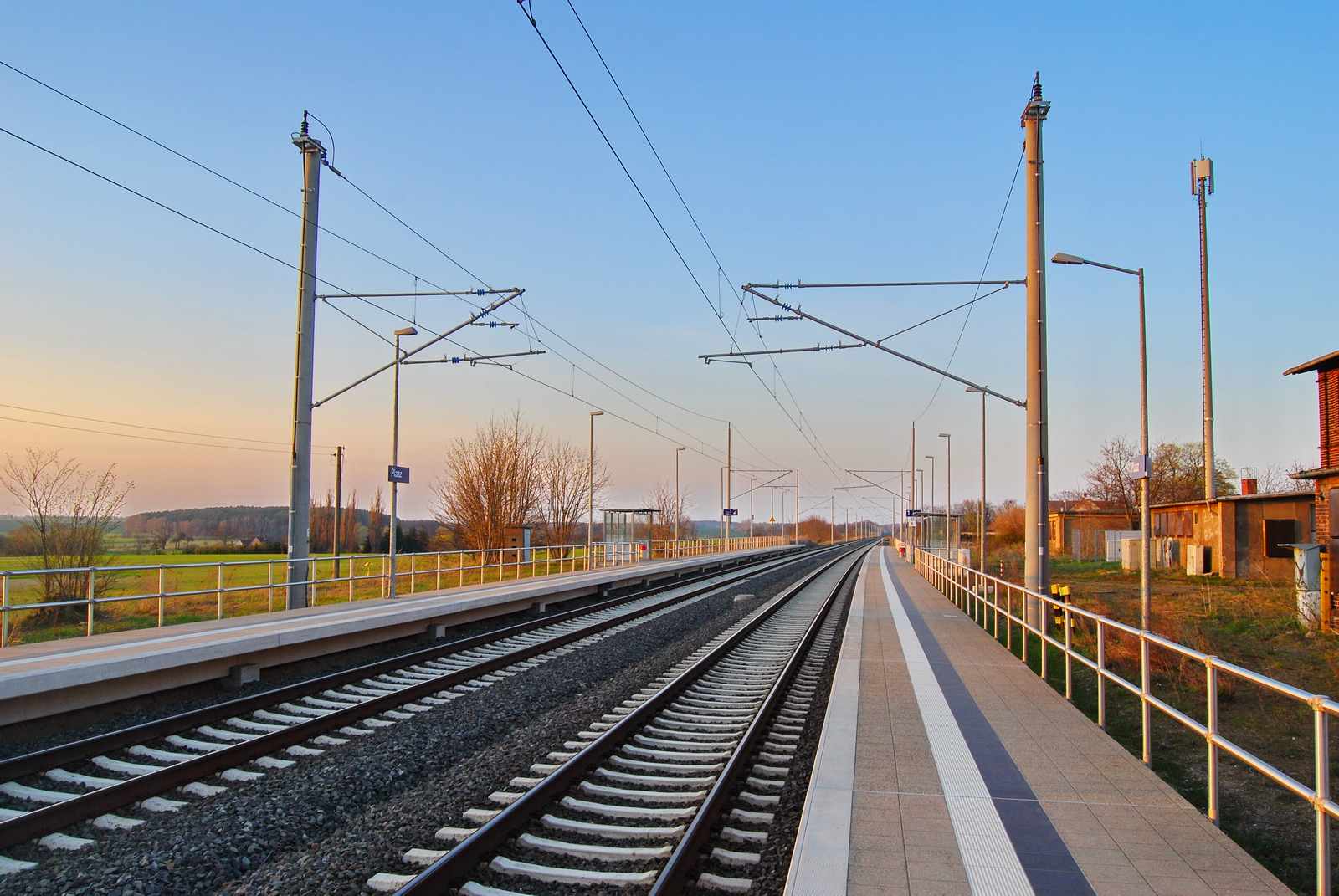
Bereits umgebauter Bahnhof Plaaz in Richtung Rostock gesehen

Die Verbindung Berlin–Rostock wird im Rahmen von Bestandsnetzinvestitionen für eine Streckengeschwindigkeit von weitgehend 160 km/h und höhere Radsatzlasten von bis zu 25 t ertüchtigt. Sie soll mit der europäischen Zugbeeinflussung ETCS und insgesamt 13 Elektronischen Stellwerken ausgerüstet werden. Die Ausführung der meisten Arbeiten war bis 2013 vorgesehen, Restarbeiten fanden noch in den folgenden Jahren statt. Für den Ausbau wurde im Dezember 2002 eine Finanzierungsvereinbarung mit der DB Netz geschlossen. Während man im Jahr 2006 noch von Investitionskosten von insgesamt 685 Millionen Euro ausging, stiegen sie mit Stand von 2013 auf rund 850 Millionen Euro. Hiervon trägt 577 Millionen Euro der Bund, 167 Millionen Euro werden durch den Europäischen Fonds für regionale Entwicklung aufgebracht, der Rest sind Eigenmittel der Deutsche Bahn AG.
Im Juni 2007 wurde der erste Ausbauabschnitt Rostock–Lalendorf Ost nach einjähriger Komplettsanierung wieder eröffnet. Von Juni 2010 bis April 2012 wurde der Streckenabschnitt Neustrelitz–Kratzeburg ausgebaut, während der Betrieb eingleisig weiterlief. Das Teilstück zwischen Kratzeburg und Waren folgte anschließend. Die Strecke zwischen Waren und Lalendorf wurde ab August 2012 ausgebaut, hierzu war der Zugverkehr in diesem Abschnitt vom 10. September 2012 bis zum 26. April 2013 für die Bauarbeiten eingestellt.
Im Rahmen des Ausbauprojekts wurden das Bahnhofsgebäude in Kratzeburg abgerissen und der Bahnsteig verlängert. Seit dem Fahrplanwechsel 2014 halten dort die Regional-Express-Züge Rostock – Berlin. Die in Richtung Waren folgenden Bahnhöfe Klockow und Kargow wurden für den Personenverkehr geschlossen, die diese Bahnhöfe und Kratzeburg bedienende Regionalbahnlinie Neustrelitz – Waren eingestellt. Der Bahnhof Langhagen wurde für den Personenverkehr reaktiviert, auch hier halten nun die Regionalexpresszüge Rostock – Berlin. Von Mitte 2018 bis Mitte 2020 wurde der Bahnhof Waren (Müritz) inklusive Änderungen an der Oberleitung, den Gleisen und an den Weichen saniert. Ein nicht mehr benötigter Bahnsteig wurde zurückgebaut. Für einen barrierefreien Zugang vom Bahnhofsvorplatz zum Personentunnel werden unter finanzieller Beteiligung der Stadt Waren keine Aufzüge, sondern Rampen errichtet. Für die Arbeiten waren Kosten von 30 Millionen Euro avisiert.
Die Fahrzeit der Regionalexpresszüge zwischen Neustrelitz und Rostock verringerte sich gegenüber der Situation vor Beginn des Streckenausbaus nicht. Ende 2019 wurde eine Intercity-Linie eingeführt, die im Zweistundentakt Warnemünde, Rostock und Waren (Müritz) mit Berlin und Dresden verbindet. Die Fahrzeit Rostock – Berlin beträgt etwas über zwei Stunden.

### Unfälle
Am 29. Dezember 1941 fuhr der Wehrmachtszug W 96 031 im Bahnhof Langhagen aufgrund einer falsch gestellten Weiche auf zwei Lokomotiven auf. Dabei kamen 27 Menschen ums Leben, 33 weitere wurden verletzt.
Ein weiterer schwerer Eisenbahnunfall ereignete sich am 1. November 1964 im Bahnhof von Langhagen. 44 Menschen kamen ums Leben und 70 weitere wurde teilweise schwer verletzt, als ein Schnellzug aus Berlin, der in Richtung Rostock unterwegs war, auf einen entgleisten Güterzug auffuhr.
Am 30. Dezember 1969 stießen bei Adamsdorf auf der damals noch eingleisigen Strecke zwei Güterzüge frontal zusammen.
Des Weiteren entgleiste am 6. Juli 1982 der aus den Lokomotiven 132 457 und 132 499 sowie ČSD-Sitzwagen des D 1278 „Warnow“ gebildete D 523 Rostock–Berlin zwischen Grabowhöfe und Vielist mit 115 km/h in einer baustellenbedingten Langsamfahrstelle von 30 km/h. 59 Verletzte und erheblicher Sachschaden waren die Folge (siehe Liste von Eisenbahnunfällen in Deutschland 1980–1989).

## Personenverkehr

### Durchgehender Verkehr
Von Anfang des 20. Jahrhunderts bis zum Zweiten Weltkrieg wurde die Strecke täglich von einem Tages- und einem Nachtschnellzug zwischen Berlin und Kopenhagen befahren; diese nahmen allerdings nördlich von Lalendorf den Weg über Güstrow. Hinzu kamen in vielen Jahren saisonale Verstärker für den Tageszug zwischen Berlin und Rostock bzw. Warnemünde. In den 1920er und 1930er Jahren kamen nach und nach weitere Züge dazu. 1939 verkehrten außer dem Tag-, dem Nachtzug und dem Saisonverstärker zwei tägliche Eilzugpaare und ein Verstärkerzug an Sommerwochenenden. Das saisonale Schnellzugpaar nahm in diesem Jahr den Weg über Laage.
Die Personenzüge fuhren vor dem Ersten Weltkrieg durchgehend von Neustrelitz über Lalendorf und Laage nach Rostock. 1905 gab es drei durchgehende Zugpaare am Tag, hinzu kam ein Werktagszugpaar zwischen Lalendorf und Rostock. In Lalendorf bestand Anschluss nach Güstrow. Bis in die Zeit vor dem Zweiten Weltkrieg erhöhte sich die Zahl der Personenzüge auf etwa fünf Paare am Tag, die teilweise über Güstrow fuhren.
Nach Wiederaufbau der Strecke wurde wieder ein Tages- (Neptun) und ein Nachtzug (Ostsee-Express) zwischen Berlin und Kopenhagen eingeführt. Hinzu kam eine Reihe von Schnellzügen zwischen Berlin (teilweise weiter aus Richtung Süden) und Rostock bzw. Warnemünde. In der Sommersaison gab es Schnellzüge nach Prag, zeitweise auch bis Budapest, hinzu kam eine Kurswagenverbindung vom und zum Ostsee-Express auf das Transitzugpaar 308/309 nach München.
Nachdem die Neutrassierung der Strecke über Laage 1967 abgeschlossen worden war, fuhr ein Teil der Schnellzüge über diese direkte Strecke und war damit schneller als die weiterhin über Güstrow geleiteten Verbindungen. Dazu zählten Züge des Städteschnellverkehrs und ab 1976 der Städteexpress „Stoltera“.
Nach 1990 wurde das Angebot schrittweise getaktet. Alle zwei Stunden verkehrten Schnellzüge, die schrittweise mit modernisiertem Wagenmaterial gefahren und in Interregio-Züge umgewandelt wurden. 2001 wurden diese zwischen Rostock und Berlin durch vom Land Mecklenburg-Vorpommern als Aufgabenträger bestellte Regional-Express-Züge ersetzt. Damit war der Fernverkehr auf dieser Strecke komplett eingestellt, bis 2002 der private Interconnex (Warnemünde – Rostock – Berlin – Leipzig) eingeführt wurde, der bis 2014 verkehrte. Von 2003 bis Oktober 2007 verkehrte außerdem ein Nachtzug vom Bahnhof Binz nach Köln Hauptbahnhof und München Hauptbahnhof.
In der Relation Rostock – Güstrow – Waren – Neustrelitz – Berlin – Elsterwerda verkehren Regional-Express-Züge (Linie RE 5) im Zweistundentakt. Seit dem Abschluss der Sanierungsarbeiten zwischen Rostock und Lalendorf im Juni 2007 fuhr sechsmal in der Woche ein ICE- bzw. ein Intercity-Zugpaar von Warnemünde nach Berlin, meist weiter bis Leipzig, Nürnberg oder München. Hinzu kommen einige weitere Fernzüge an Wochenenden, teilweise saisoniert.
Im Dezember 2019 wurde wieder regelmäßiger Schienenpersonenfernverkehr mit der IC-Linie 17 zwischen Rostock Hbf und Dresden Hbf aufgenommen. In den ersten Wochen war das Angebot auf vier Zugpaare beschränkt. Seit 8. März 2020 werden Doppelstocktriebzüge des Typs Stadler KISS eingesetzt und die Frequenz ist auf acht Zugpaare pro Tag erhöht, die ab Mai überwiegend auch den Bahnhof Warnemünde anbinden. Diese Züge halten zwischen Neustrelitz und Rostock nur in Waren (Müritz). Ein Zugpaar wird nachts über Berlin, Leipzig, Bahnhof Jena Paradies und Regensburg Hauptbahnhof nach Wien Hauptbahnhof geführt.

### Teilstrecken
Zusätzlichen Nahverkehr gibt es auf den Abschnitten Rostock – Plaaz (– Güstrow) (werktags stündlich, am Wochenende alle zwei Stunden durch die S-Bahn Rostock). Zwischen dem Rostocker Hauptbahnhof und Warnemünde verkehren neben der S-Bahn Rostock ein Intercity Warnemünde–Magdeburg–Leipzig. Zwischen Neustrelitz und Waren gab es bis 2014 Regionalverkehr, der weiter in Richtung Parchim führte.

## Infrastruktur

### Streckenverlauf

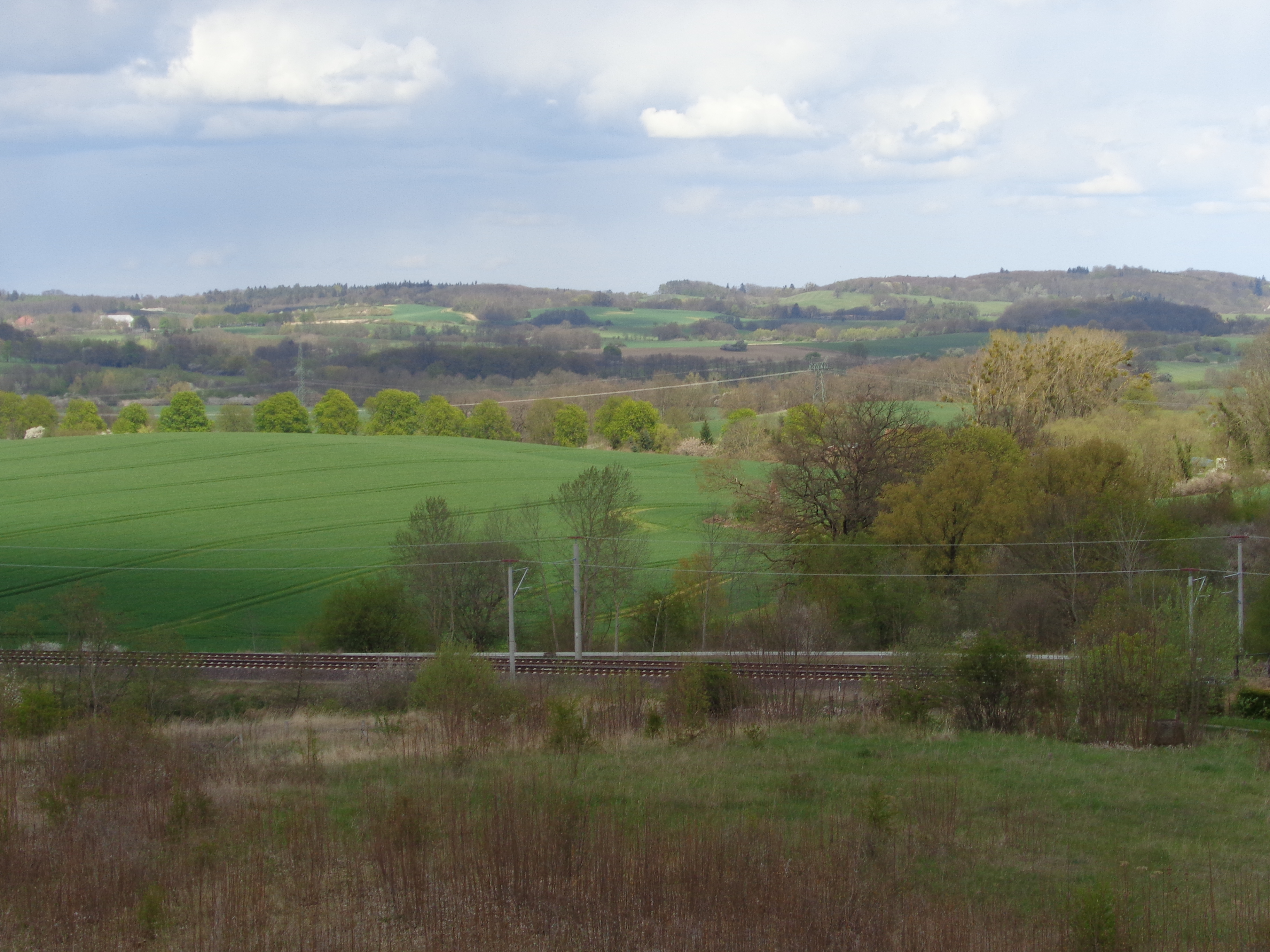
Strecke in der Mecklenburgischen Schweiz bei Vollrathsruhe

Als Fortsetzung der Berliner Nordbahn beginnt die Lloydbahn im Neustrelitzer Hauptbahnhof. Nach dem Abzweig der Strecke nach Stralsund wendet sie sich in Richtung Nordwesten und führt durch waldreiches Gebiet im Müritz-Nationalpark bis Waren. Der Streckenverlauf wurde mit dem Ausbau der neuen Trasse um 1960 auf vielen Abschnitten deutlich geändert. In Kargow befindet sich der Abzweig der Strecke Waren (Müritz)–Neubrandenburg, die nach dem Zweiten Weltkrieg als Reparationsleistung abgebaut wurde. Sie wurde wiederaufgebaut bis Möllenhagen und wird noch für den Güterverkehr (Betonwerk) benutzt. In Waren (Müritz) zweigen die Nebenbahnstrecken nach Malchin (stillgelegt) und Karow ab. Nordwestlich von Waren führt die Strecke durch eine hüglige Endmoränenlandschaft. Östlich von Lalendorf wird die Strecke Neubrandenburg–Güstrow überquert. Eine Verbindungskurve führt in den Bahnhof Lalendorf. Die Regional-Express-Züge nach Rostock biegen dort via Güstrow ab, der Güterverkehr sowie Fernzüge verbleiben auf der direkten Strecke über Laage. Bei Kavelstorf unterquert die Bahn die Autobahnen A 19 und A 20, und es zweigt die Anfang der 1960er Jahre gebaute Güterverkehrsstrecke zum Rostocker Seehafen ab. Der Abschnitt Kavelstorf–Rostock ist der einzige eingleisige Abschnitt der Strecke. Bei Niex überquert die Strecke die Warnow. Wenig später trifft die Bahn auf die Strecke aus Schwaan und Tessin, danach auf die aus Stralsund. Der Rostocker Hauptbahnhof liegt südlich der Innenstadt. Durch verschiedene Wohn- und Industriegebiete führt die Strecke weiter bis zum Bahnhof Warnemünde.

### Streckenverlegungen
An einer Reihe von Stellen weicht der heutige Streckenverlauf vom ursprünglichen ab. Ein Großteil der Neutrassierungen entstand beim Wiederaufbau der Strecke 1960, auch weil einige Bogenradien der bisherigen Strecke für Schnell- und schwere Güterzüge nicht geeignet waren.
- Neustrelitz – Kratzeburg

Die ursprüngliche Strecke trennte sich bald hinter dem Bahnhof Neustrelitz von der Nordbahn und führte auf geradem Weg nach Kratzeburg. Die neue Trasse nahm einen deutlich nördlicheren Verlauf im Bogen. Grund für die Streckenführung war, dass auf einem Teilstück der alten, nach 1945 abgebauten Trasse mittlerweile ein Militärgelände der sowjetischen Armee eingerichtet worden war. Die neue Trasse ist 1,780 Kilometer länger als die ursprüngliche. Die alte Trasse ist teilweise als Waldweg erkennbar, auf einem Abschnitt am Stadtrand von Neustrelitz verläuft eine Umgehungsstraße.
- Waren (Müritz)

Die Durchfahrt durch die Stadt Waren (Müritz) mit engen Kurvenradien und einer Vielzahl von Bahnübergängen hatte sich schon seit langem als Engpass erwiesen. Verschiedene Lösungen wurden diskutiert, jedoch allesamt aufgrund des hohen Aufwandes verworfen. Erst in den 1970er Jahren entschied man sich zu einer groß angelegten Umgestaltung der Verkehrsanlagen in Waren. Bahn und Durchgangsstraße verlaufen seitdem nördlich statt vorher südlich an der Altstadt vorbei. Das Bauvorhaben dauerte vier Jahre, wobei ein Teil der Altstadt abgerissen und das Südende des Tiefwarensees aufgeschüttet werden musste.
- Lalendorf – Plaaz

Nach Verstaatlichung der Lloydbahn ging 1893 eine südliche Verbindungskurve aus Richtung Waren in den Bahnhof Lalendorf der Friedrich-Franz-Eisenbahn in Betrieb, die fortan von allen Personenzügen genutzt wurde. Der nördlich des Staatsbahnhofs liegende Bahnhof Lalendorf der Lloydbahn diente fortan nur noch dem Güterverkehr. Die Strecke der Lloydbahn vom Westkopf des Bahnhofs Lalendorf in Richtung Plaaz wurde 1945 abgebaut. Seit dem Wiederaufbau der Strecke um 1960 verlief sie nicht mehr durch den Bahnhof Lalendorf, sondern östlich daran vorbei und erhielt Richtung Norden eine völlig neue Führung. Auf der alten Trasse von Lalendorf nach Norden verläuft heute ein Bahnradweg.
- Plaaz – Scharstorf

Auch wenn dieser Abschnitt nicht von Reparationsforderungen betroffen war, wurde er Anfang der 1960er Jahre neu trassiert. Der Bahnhof Laage blieb dabei in alter Lage erhalten, wurde aber erheblich erweitert. Der Bahnhof Subzin-Liessow wurde verlegt. Bei Laage blieben Abschnitte der alten Strecke als Anschluss zu einem Militärflughafen (heute Flughafen Rostock-Laage) bzw. zum Kieswerk Liessow erhalten.
- Schmarl/Lütten Klein

Im Jahr 1934 wurde die Strecke im Bereich Schmarl um etwa 150 Meter nach Westen verschwenkt, der Bahnhof Schmarl entstand in veränderter Lage neu. Grund für die Verlegung war, dass die bisherige Trasse für eine Rollbahn der Heinkel-Werke benötigt wurde. Weitere Streckenverlegungen gab es in diesem Bereich in den 1970er Jahren. Zunächst ging 1970 eine Stichstrecke von Bramow zum provisorischen Haltepunkt Lütten Klein Süd in Betrieb, die bis zum Haltepunkt Evershagen die Trasse des ehemaligen zweiten Streckengleises nutzte. Mit Einführung der Rostocker S-Bahn wurde 1974 diese Strecke zweigleisig ausgebaut und bis Warnemünde Werft verlängert. Die alte Trasse über Schmarl wurde aufgegeben.

### Denkmalschutz
Eine Reihe von Bauten der Strecke stehen unter Denkmalschutz:
- Neustrelitz: Bedürfnisanstalt am Bahnsteig und Beamtenwohnhaus der Lloyd-Bahn nördlich der Bahnsteige
- Kratzeburg: Bahnwärterwohnhaus
- Klockow: Altes Bahnhofsgebäude (heute als Wohnhaus genutzt)
- Kargow: Bahnhofsgebäude
- Waren (Müritz): Bahnhof mit Empfangsgebäude und Güterschuppen
- Vollrathsruhe: Bahnhofsgebäude und Bahnwärterwohnhaus
- Lalendorf: Bahnhofsempfangsgebäude
- Laage: Bahnhofsgebäude
- Kavelstorf: Bahnhofsempfangsgebäude
- Warnemünde: historische Bahnhofsanlage einschließlich Bahnsteig 3/4 und Stellwerk

Auch der Rostocker Hauptbahnhof war denkmalgeschützt, wurde aber durch den Umbau Anfang der 2000er baulich so stark verändert, dass er von der Denkmalliste gestrichen wurde.